# António Trigo de Morais
António Trigo de Morais GOC • ComIC • GCI (Samões, Vila Flor, 1895 - Lisboa, 15 de Março de 1966), conhecido igualmente como Trigo de Morais, foi um engenheiro, professor e político português.

## Biografia

### Vida pessoal e formação
Formou-se em Engenharia Civil pelo Instituto Superior Técnico em 1918.
Foi acompanhado, após a sua morte (em 15 de Março de 1966, na cidade de Lisboa), pelo presidente Américo Tomás e por António de Oliveira Salazar; os seus restos mortais foram, em 20 de Março, transportados para Lourenço Marques, em Moçambique, tendo sido, segundo a sua vontade, enterrados no cemitério da Aldeia da Barragem, no Colonato de Limpopo.

### Carreira profissional
Desempenhou o cargo de engenheiro nos Caminhos de Ferro do Sul e Sueste, e foi professor na cadeira de Topografia e Construções no Instituto Superior de Agronomia.
Em 1921, parte para Moçambique, para analisar os Rios Búzi e Limpopo, cujo estudos apresentou em 1925; em 16 de Junho do ano seguinte, apresentou, na Sociedade de Geografia de Lisboa, uma conferência sobre a hidrografia de Moçambique, onde introduziu uma proposta para o aproveitamento agrícola do Rio Limpopo. Por ordem de Manuel Moreira da Fonseca, Governador-Geral de Moçambique, elaborou um estudo sobre o Vale deste rio, que foi, em 1927, recomendado pelo Conselho Superior de Obras Públicas e Minas. Este plano previa a construção de uma barragem a 23 quilómetros a montante do Guijá, o que permitira a irrigação de 29 000 hectares na margem direita, entre este distrito e Mianga; pela barragem, iria passar a planeada linha do caminho de ferro entre Lourenço Marques e a Rodésia. Foi nomeado, em 1933, como presidente da Junta Autónoma de Hidráulica Agrícola, e, em 1936, como director-geral do Fomento para o Ultramar.
Regressou, posteriormente, para Portugal, onde permaneceu cerca de 14 anos, tendo executado várias obras, proeminentemente na Ilha da Madeira. Em 1942, tornou-se membro da Câmara Corporativa, tendo permanecido nesta função até à sua morte. Em 1946, levou a cabo uma missão de estudo sobre o Vale do Rio Cunene, tendo planeado a Barragem de Matala; três anos depois, torna-se Director-Geral dos Serviços Hidráulicos, e, em 1951, assumiu a posição de Subsecretário de Estado do Ultramar, durante a qual planeou o Primeiro Plano de Fomento para o Ultramar. Em Outubro do mesmo ano, representou o Governo Português na assinatura de um contrato para o fornecimento de vagões para os Caminhos de Ferro de Moçambique. Foi, igualmente, presidente do Conselho Superior de Fomento Ultramarino do Ministério do Ultramar. Em 1953, deixa o governo, sendo nomeado inspector-geral do Fomento de Ultramar, com a função de supervisionar as obras de irrigação nos vales dos rios Limpopo e Cunene, a construção das barragens de Matala e Biópio, em Angola, e a organização da Brigada Técnica de Fomento e Povoamento do Vale do Limpopo, cujo propósito era instituir um colonato com o mesmo nome; apesar das várias dificuldades técnicas e financeiras, conseguiu levar a bom termo estes empreendimentos.
Foi Procurador à Câmara Corporativa de Portugal em 6 Legislaturas (III, IV, VI, VII, VIII, IX).

## Homenagens

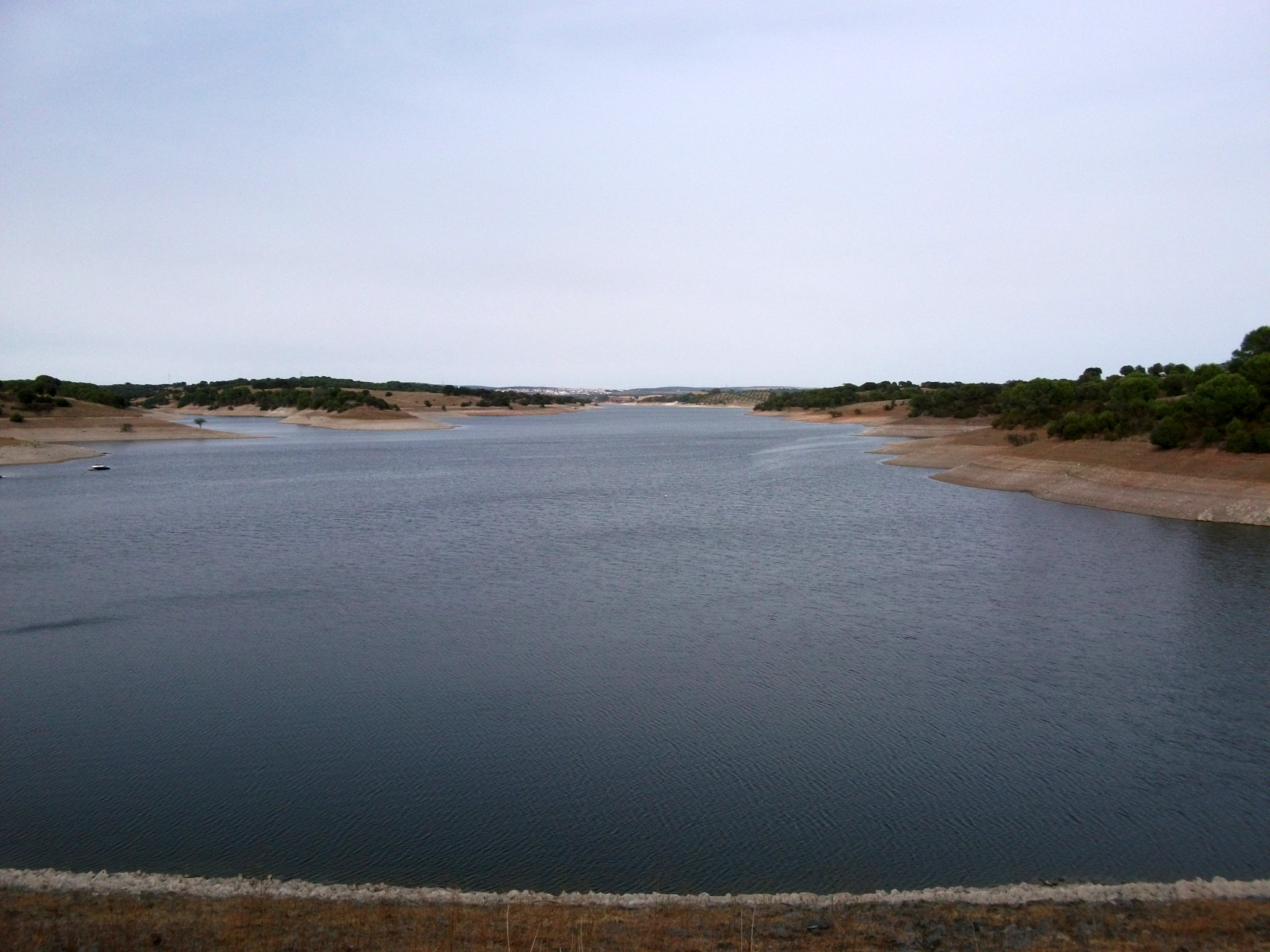
Vista parcial da albufeira criada pela Barragem Trigo de Morais, no Torrão

A 5 de Dezembro de 1951, a Barragem de Vale do Gaio, na freguesia do Torrão, distrito de Setúbal, foi cognominada Barragem Trigo de Morais.
A povoação de Chókwè, em Moçambique, situada junto ao rio Limpopo, tomou o nome de Vila Trigo de Morais em 25 de Abril de 1964, nome que manteria até 13 de Março de 1976, já depois de ter sido elevada a cidade.
A 10 de Dezembro de 1947 foi feito Comendador da Ordem do Império Colonial, a 1 de Novembro de 1948 foi feito Grande-Oficial da Ordem Militar de Cristo e a 16 de Novembro de 1964 foi elevado a Grã-Cruz da Ordem do Império. e homenageado na Sociedade de Geografia de Lisboa, na sessão de 5 de Março de 1966.